# Obrium cribripenne
Obrium cribripenne är en skalbaggsart som beskrevs av Bates 1885. Obrium cribripenne ingår i släktet Obrium och familjen långhorningar.
Artens utbredningsområde är Guatemala. Inga underarter finns listade i Catalogue of Life.